# Koronalna šupljina
Sunčeva koronalna šupljina (engl. coronal hole) je pojava u Sunčevoj koroni. Relativno je česta pojava na Suncu. 

## Osobine
U području koronalne šupljine korona je tamnija, hladnija i ima manju gustoću plazme u odnosu na prosjek. Kad je solarni minimum uglavnom je vidljiva na polarnim krajevima Sunca. Za vrijeme solarnog maksimuma može ih se naći na bilo kojem dijelu Sunca.
U vezi je s jednopolarnim koncentracijama silnica otvorenih magnetskih polja. 
Izvor je jakih solarnih vjetrova, pojave koja odnosi čestice sa Sunca i zasipa druga nebeska tijela u Sunčevom sustavu, među ostalim Zemljinu magnetosferu. Poznato je da brzi Sunčev vjetar putuje duž silnica otvorenog magnetskog polja, koje prolaze kroz koronalne šupljine. 
Sunčev vjetar putuje dva do tri dana do Zemlje. U slučaju jačih solarnih vjetrova, polarnu svjetlost može se vidjeti i na nižim zemljopisnim širinama.

## Snimanje
Koronarne šupljine su otkrivene rendgenskim teleskopima tijekom Skylabovih misija. Najčešće se snimaju koristeći filtre koji propuštaju ekstremno ultraljubičasto zračenje. NASA ih snima uz pomoć sondi SOHO, STEREO i SDO. 

## Vanjske poveznice
- Space Weather Live: What is a coronal hole?
- Pogledajte golemu rupu koja se pojavila na Suncu!, Večernji list